# Родниковский район
Роднико́вский райо́н — административно-территориальная единица (район) и муниципальное образование (муниципальный район) в центральной части Ивановской области России.
Административный центр — город Родники.

## География
Площадь района составляет 934,97 км². Основные реки, протекающие по территории района, — Теза, Парша, Постна и Возополь. К западу от села Парское расположено Шевригинское водохранилище.

## История
Район был сформирован 20 февраля 1924 года в составе Иваново-Вознесенской губернии. В него вошли Парская (объединившая Парскую и Болотновскую волости) и Филисовская (объединившая Макатовскую и Филисовскую волости) волости Юрьевецкого уезда. 19 апреля 1926 года из Середского уезда была присоединена Горкинская волость. 26 сентября 1927 года волостное деление было упразднено, и в прямое подчинение райисполкому перешли 18 сельских советов: Болотновский, Воронцовский, Гарский, Горкинский, Горко-Павловский, Деревеньковский, Котихинский, Куделинский, Майдаковский, Мальчихинский, Мелечкинский, Парский, Порхачевский, Сосновский, Филисовский, Хрипелевский, Ширяихский, Ямановский.
14 января 1929 года район был включён в состав Шуйского округа новообразованной Ивановской Промышленной области. Территория района пополнилась Красновским, Малиновским, Межевским, Михайловским, Острецовским, Самулихским сельсоветами из упразднённых Острецовской, Лухской и Васильевской волостей. В январе 1935 года Майдаковский и Малиновский сельсоветы были переданы во вновь образованный Палехский район.
С 11 марта 1936 года Родниковский район находится в составе Ивановской области. В 1937 году из Шуйского района был передан Деменовский сельсовет. В 1947 году за счёт разукрупнения Болотновского сельсовета был создан Лежаховский сельсовет. В ходе укрупнения 18 июня 1954 года были упразднены Болотновский, Красновский, Межевский, Сосновский, Самулихский, Гарский сельсоветы. Одновременно Ширяихский и Ямановский сельсоветы были объединены в Тайманихский, а Мелечкинский и Порхачевский — в Малышевский сельсовет. В марте 1959 года был ликвидирован Горкинский сельсовет.
1 февраля 1963 года район был временно упразднён, а его территория включена в состав Вичугского сельского района. Город Родники получил статус города областного подчинения, а посёлок Каминский был передан в административное подчинение Родниковскому горсовету.
12 января 1965 года Родниковский район был восстановлен. В его состав вошли город Родники, рабочий посёлок Каминский и 14 сельсоветов: Воронцовский, Горко-Павловский, Деревеньковский, Котихинский, Куделинский, Лежаховский, Малышевский, Мальчихинский, Михайловский, Острецовский, Парский, Тайманихский, Филисовский и Хрипелевский. В 1974 году Лежаховский сельсовет переименовали в Болтновский. В 1979 году были ликвидированы Деревеньковский, Воронцовский, Мальчихинский и Хрипелевский сельсоветы, вместо них созданы Родниковский и Никульский сельсоветы. 30 октября 1989 года был упразднён Горко-Павловский сельсовет, а его населённые пункты перешли в подчинение Каминскому поселковому совету.
В 2005 году в рамках реформы местного самоуправления был образован Родниковский муниципальный район.

## Население
| 1926    | 1939    | 1959    | 1970    | 1979    | 1989    | 2002    | 2009    | 2010    |
| ------- | ------- | ------- | ------- | ------- | ------- | ------- | ------- | ------- |
| 47 226  | ↗61 385 | ↘51 032 | ↘46 573 | ↘44 515 | ↗44 761 | ↘38 667 | ↘36 926 | ↘35 846 |
| 2011    | 2012    | 2013    | 2014    | 2015    | 2016    | 2017    | 2018    | 2019    |
| ↘35 777 | ↘35 350 | ↘34 922 | ↘34 435 | ↘34 143 | ↘33 921 | ↘33 581 | ↘33 139 | ↘32 704 |
| 2020    | 2021    |         |         |         |         |         |         |         |
| ↘32 458 | ↘30 535 |         |         |         |         |         |         |         |

По данным социально-экономического паспорта района, на 1 января 2025 года численность населения составляла 29 699 человек, из которых 23 610 проживали в городских условиях (город Родники) и 6 089 — в сельской местности.

### Демография
В 2024 году в районе родилось 208 человек, а умерло 508 человек. Естественная убыль населения составила 300 человек. Миграционный прирост был положительным: прибыло 939 человек, а выбыло 745, что дало прирост в 194 человека. Общая убыль населения за год с учётом естественного и миграционного движения составила 106 человек.

### Урбанизация
Доля городского населения (город Родники) составляет 79,5% от общей численности населения района.

### Национальный состав
По итогам переписи населения 2020 года в районе проживали представители следующих национальностей (указаны национальности с долей более 0,1%; остальные см. в сноске):
| Национальность | Численность, чел. | Доля     |
| -------------- | ----------------- | -------- |
| Русские        | 29 273            | 95,87 %  |
| Татары         | 122               | 0,40 %   |
| Украинцы       | 79                | 0,26 %   |
| Армяне         | 51                | 0,17 %   |
| Цыгане         | 48                | 0,16 %   |
| Узбеки         | 44                | 0,14 %   |
| Другие         | 918               | 3,00 %   |
| Итого          | 30 535            | 100,00 % |

## Муниципально-территориальное устройство
В состав Родниковского муниципального района входят 4 муниципальных образования: одно городское поселение и три сельских поселения.
| № | Муниципальное образование        | Административный центр | Количество населённых пунктов | Население (чел., 2024) | Площадь (км²) |
| - | -------------------------------- | ---------------------- | ----------------------------- | ---------------------- | ------------- |
| 1 | Родниковское городское поселение | город Родники          | 1                             | 23 610                 | 17,70         |
| 2 | Каминское сельское поселение     | село Каминский         | 68                            | 2 577                  | 380,93        |
| 3 | Парское сельское поселение       | село Парское           | 46                            | 2 187                  | 289,00        |
| 4 | Филисовское сельское поселение   | село Филисово          | 43                            | 1 440                  | 267,34        |

Изначально в 2005 году было образовано 7 муниципальных образований: одно городское и 6 сельских поселений (Каминское, Малышевское, Острецовское, Парское, Пригородное, Филисовское). В 2009 году Малышевское сельское поселение было включено в состав Парского, Пригородное — в состав Филисовского, а Острецовское — в состав Каминского.

## Населённые пункты
В Родниковском районе 158 населённых пунктов, в том числе 1 городской (город) и 157 сельских.
| №   | Населённый пункт   | Тип     | Население | Муниципальное образование        |
| --- | ------------------ | ------- | --------- | -------------------------------- |
| 1   | Аксеньково         | деревня | 1         | Каминское сельское поселение     |
| 2   | Алешково           | деревня | ↗56       | Парское сельское поселение       |
| 3   | Андреевское        | деревня | 2         | Филисовское сельское поселение   |
| 4   | Андрониха          | деревня | 21        | Каминское сельское поселение     |
| 5   | Андрониха          | деревня | 0         | Филисовское сельское поселение   |
| 6   | Аферково           | деревня | 12        | Филисовское сельское поселение   |
| 7   | Афонасово          | деревня | 4         | Каминское сельское поселение     |
| 8   | Ахидовка           | деревня | 10        | Филисовское сельское поселение   |
| 9   | Беловское          | деревня | 7         | Каминское сельское поселение     |
| 10  | Бердюково          | деревня | 17        | Парское сельское поселение       |
| 11  | Березники          | деревня | ↗94       | Парское сельское поселение       |
| 12  | Боброково          | деревня | 17        | Каминское сельское поселение     |
| 13  | Бобры              | деревня | 1         | Парское сельское поселение       |
| 14  | Болотново          | село    | ↗415      | Парское сельское поселение       |
| 15  | Болтино            | деревня | 13        | Филисовское сельское поселение   |
| 16  | Борис-Глеб         | деревня | 2         | Филисовское сельское поселение   |
| 17  | Бортницы           | село    | ↘2        | Парское сельское поселение       |
| 18  | Борщево            | деревня | ↗28       | Парское сельское поселение       |
| 19  | Буково             | деревня | 6         | Каминское сельское поселение     |
| 20  | Бураково           | деревня | 1         | Каминское сельское поселение     |
| 21  | Бутырки            | деревня | 4         | Каминское сельское поселение     |
| 22  | Бухарино           | деревня | 0         | Филисовское сельское поселение   |
| 23  | Варвариха          | деревня | 7         | Каминское сельское поселение     |
| 24  | Ведрово            | деревня | 7         | Парское сельское поселение       |
| 25  | Воронцово          | село    | ↘19       | Филисовское сельское поселение   |
| 26  | Ворсино            | деревня | 1         | Каминское сельское поселение     |
| 27  | Воскресенское      | деревня | 0         | Каминское сельское поселение     |
| 28  | Выползово          | деревня | 48        | Парское сельское поселение       |
| 29  | Вязово             | деревня | 0         | Парское сельское поселение       |
| 30  | Гаврилково         | деревня | 2         | Филисовское сельское поселение   |
| 31  | Ганино             | деревня | 5         | Филисовское сельское поселение   |
| 32  | Гари               | деревня | ↘57       | Филисовское сельское поселение   |
| 33  | Глазково           | деревня | 11        | Каминское сельское поселение     |
| 34  | Голыгино           | деревня | 5         | Парское сельское поселение       |
| 35  | Гордяковка         | деревня | 27        | Филисовское сельское поселение   |
| 36  | Горкино            | деревня | 180       | Каминское сельское поселение     |
| 37  | Горкино            | село    |           | Каминское сельское поселение     |
| 38  | Гридиха            | деревня | 0         | Каминское сельское поселение     |
| 39  | Дворянское         | деревня | 1         | Парское сельское поселение       |
| 40  | Дегтярново         | деревня | 0         | Парское сельское поселение       |
| 41  | Деменово           | деревня | 20        | Парское сельское поселение       |
| 42  | Деревеньки         | село    | ↘99       | Филисовское сельское поселение   |
| 43  | Дружиниха          | деревня | 0         | Каминское сельское поселение     |
| 44  | Дудкино            | деревня | 0         | Филисовское сельское поселение   |
| 45  | Дунильцево Большое | деревня | 3         | Парское сельское поселение       |
| 46  | Дылёво             | деревня | 0         | Каминское сельское поселение     |
| 47  | Дягилево           | деревня | 0         | Каминское сельское поселение     |
| 48  | Жжониха            | деревня | 10        | Парское сельское поселение       |
| 49  | Захариха           | деревня | 9         | Каминское сельское поселение     |
| 50  | Зименки            | деревня | 2         | Филисовское сельское поселение   |
| 51  | Иваниха            | деревня | 11        | Филисовское сельское поселение   |
| 52  | Иваново            | деревня | 0         | Каминское сельское поселение     |
| 53  | Ивашево            | деревня | 9         | Каминское сельское поселение     |
| 54  | Ивашиха            | деревня | ↘0        | Каминское сельское поселение     |
| 55  | Исаево             | деревня | 7         | Каминское сельское поселение     |
| 56  | Исупово            | деревня | 2         | Каминское сельское поселение     |
| 57  | Каменки Новые      | деревня | 0         | Каминское сельское поселение     |
| 58  | Каминский          | деревня | 10        | Каминское сельское поселение     |
| 59  | Каминский          | село    | ↘1485     | Каминское сельское поселение     |
| 60  | Карлово            | деревня | 0         | Каминское сельское поселение     |
| 61  | Киньдяково         | деревня | 2         | Каминское сельское поселение     |
| 62  | Клинцево           | деревня | 10        | Каминское сельское поселение     |
| 63  | Клыгино            | деревня | ↘12       | Каминское сельское поселение     |
| 64  | Коево              | деревня | 7         | Каминское сельское поселение     |
| 65  | Кожевники          | деревня | 0         | Филисовское сельское поселение   |
| 66  | Козлоки            | деревня | 2         | Парское сельское поселение       |
| 67  | Коробейкино        | деревня | 63        | Парское сельское поселение       |
| 68  | Корцово            | деревня | 3         | Филисовское сельское поселение   |
| 69  | Корцово            | деревня | 9         | Филисовское сельское поселение   |
| 70  | Котиха             | деревня | ↘217      | Парское сельское поселение       |
| 71  | Кочигино           | деревня | 9         | Филисовское сельское поселение   |
| 72  | Кощеево            | село    | ↘5        | Каминское сельское поселение     |
| 73  | Красново           | деревня | 29        | Парское сельское поселение       |
| 74  | Красное            | село    | ↘39       | Каминское сельское поселение     |
| 75  | Крутцы             | деревня | 0         | Каминское сельское поселение     |
| 76  | Куделино           | деревня | 185       | Филисовское сельское поселение   |
| 77  | Кузьмино           | деревня | 13        | Парское сельское поселение       |
| 78  | Курцево            | деревня | 0         | Каминское сельское поселение     |
| 79  | Кутилово           | деревня | ↘16       | Парское сельское поселение       |
| 80  | Лежахово           | деревня | 0         | Парское сельское поселение       |
| 81  | Леушиха            | деревня | 0         | Филисовское сельское поселение   |
| 82  | Ломы Большие       | деревня | 0         | Парское сельское поселение       |
| 83  | Ломы Малые         | деревня | 44        | Парское сельское поселение       |
| 84  | Лушнево            | деревня | 3         | Каминское сельское поселение     |
| 85  | Макарово           | деревня | 0         | Филисовское сельское поселение   |
| 86  | Максимовское       | деревня | 7         | Филисовское сельское поселение   |
| 87  | Малышево           | деревня | ↗434      | Парское сельское поселение       |
| 88  | Мальчиха           | деревня | 239       | Филисовское сельское поселение   |
| 89  | Межи               | село    | ↘86       | Каминское сельское поселение     |
| 90  | Мелечкино          | село    | ↘102      | Парское сельское поселение       |
| 91  | Мелиха             | деревня | 9         | Каминское сельское поселение     |
| 92  | Мельниково         | деревня | 69        | Каминское сельское поселение     |
| 93  | Михайловское       | село    | ↘290      | Каминское сельское поселение     |
| 94  | Мокеево            | деревня | 0         | Каминское сельское поселение     |
| 95  | Мостищи            | деревня | 14        | Каминское сельское поселение     |
| 96  | Назарково          | деревня | 0         | Филисовское сельское поселение   |
| 97  | Немково            | деревня | 2         | Парское сельское поселение       |
| 98  | Николаевка         | деревня | 0         | Парское сельское поселение       |
| 99  | Никониха           | деревня | 47        | Парское сельское поселение       |
| 100 | Никульское         | село    | ↘146      | Каминское сельское поселение     |
| 101 | Новинское          | село    | ↘12       | Филисовское сельское поселение   |
| 102 | Овинцы             | деревня | 34        | Филисовское сельское поселение   |
| 103 | Орехово            | деревня | ↘13       | Филисовское сельское поселение   |
| 104 | Острецово          | село    | ↘538      | Каминское сельское поселение     |
| 105 | Парахино           | деревня | ↗63       | Парское сельское поселение       |
| 106 | Парское            | село    | ↘603      | Парское сельское поселение       |
| 107 | Пархачево          | село    | ↘18       | Парское сельское поселение       |
| 108 | Паршино            | деревня | 0         | Парское сельское поселение       |
| 109 | Петрово            | деревня | 12        | Парское сельское поселение       |
| 110 | Плосково           | деревня | 0         | Парское сельское поселение       |
| 111 | Подпенново         | деревня | 0         | Каминское сельское поселение     |
| 112 | Подсосенье         | деревня | 9         | Каминское сельское поселение     |
| 113 | Половчинново       | деревня | 6         | Парское сельское поселение       |
| 114 | Поповское          | деревня | 0         | Каминское сельское поселение     |
| 115 | Постнинский        | село    | ↗516      | Филисовское сельское поселение   |
| 116 | Пригородное        | село    | 418       | Филисовское сельское поселение   |
| 117 | Прислониха         | деревня | 5         | Парское сельское поселение       |
| 118 | Пронискино         | деревня | 1         | Филисовское сельское поселение   |
| 119 | Раставлево         | деревня | 63        | Парское сельское поселение       |
| 120 | Родники            | город   | ↗24 101   | Родниковское городское поселение |
| 121 | Романово           | деревня | 18        | Филисовское сельское поселение   |
| 122 | Савкино            | деревня | 0         | Каминское сельское поселение     |
| 123 | Савково            | деревня | 36        | Филисовское сельское поселение   |
| 124 | Саниха             | деревня | 1         | Каминское сельское поселение     |
| 125 | Свистково          | деревня | 0         | Каминское сельское поселение     |
| 126 | Сгорьево           | деревня | 0         | Филисовское сельское поселение   |
| 127 | Сенниково          | село    | ↘24       | Каминское сельское поселение     |
| 128 | Ситьково           | деревня | ↗208      | Каминское сельское поселение     |
| 129 | Скрылово           | деревня | 166       | Филисовское сельское поселение   |
| 130 | Слободка           | деревня | ↘11       | Филисовское сельское поселение   |
| 131 | Сосновец           | село    | ↗442      | Парское сельское поселение       |
| 132 | Становое           | деревня | 9         | Парское сельское поселение       |
| 133 | Старое Село        | деревня | ↘5        | Парское сельское поселение       |
| 134 | Стрелки            | деревня | 1         | Филисовское сельское поселение   |
| 135 | Тайманиха          | деревня | ↘305      | Каминское сельское поселение     |
| 136 | Татаринцево        | деревня | 0         | Филисовское сельское поселение   |
| 137 | Татьяниха          | деревня | 26        | Каминское сельское поселение     |
| 138 | Тезинка            | деревня | 21        | Каминское сельское поселение     |
| 139 | Турдеево           | деревня | 19        | Каминское сельское поселение     |
| 140 | Тушиха             | деревня | 13        | Каминское сельское поселение     |
| 141 | Тюриха             | деревня | 0         | Парское сельское поселение       |
| 142 | Увариха            | деревня | 0         | Каминское сельское поселение     |
| 143 | Ушаково            | деревня | 7         | Каминское сельское поселение     |
| 144 | Федорково          | деревня | 48        | Каминское сельское поселение     |
| 145 | Федяково           | деревня | 0         | Филисовское сельское поселение   |
| 146 | Филисово           | село    | ↘538      | Филисовское сельское поселение   |
| 147 | Хлябово            | село    | ↘27       | Филисовское сельское поселение   |
| 148 | Хмельники          | деревня | ↗104      | Парское сельское поселение       |
| 149 | Хрипелево          | село    | ↘53       | Парское сельское поселение       |
| 150 | Хрипово            | деревня | 2         | Каминское сельское поселение     |
| 151 | Цепочкино          | деревня | 40        | Филисовское сельское поселение   |
| 152 | Шевригино          | деревня | ↘4        | Парское сельское поселение       |
| 153 | Шелково            | деревня | 1         | Каминское сельское поселение     |
| 154 | Ширяиха Большая    | деревня | ↘13       | Каминское сельское поселение     |
| 155 | Ширяиха Малая      | деревня | 0         | Каминское сельское поселение     |
| 156 | Шубино             | деревня | 61        | Каминское сельское поселение     |
| 157 | Юдинка             | деревня | ↘159      | Каминское сельское поселение     |
| 158 | Юриха              | деревня | 0         | Каминское сельское поселение     |

В 2005 году посёлок городского типа (рабочий посёлок) Каминский отнесён к категории сельских населённых пунктов.

## Экономика

### Промышленность
Объём отгруженных товаров собственного производства по крупным и средним предприятиям района в 2024 году составил 25,26 млрд рублей, что на 13,9% больше, чем в 2023 году. Основой экономики является промышленное производство, в структуре которого доминирует текстильная и швейная отрасль.
Структура промышленного производства в 2024 году:
- Текстильное и швейное производство — 19,30 млрд руб. (76,5% от общего объёма);
- Целлюлозно-бумажное производство — 1,66 млрд руб. (6,6%);
- Производство пищевых продуктов — 1,37 млрд руб. (5,4%);
- Химическая промышленность — 0,96 млрд руб. (3,7%);
- Производство и распределение электроэнергии, газа и воды — 0,95 млрд руб. (3,7%);
- Обработка древесины и производство мебели — 0,62 млрд руб. (2,5%);
- Металлургическое производство и производство готовых металлических изделий — 0,39 млрд руб. (1,6%);
- Производство машин и оборудования — 0,37 млрд руб. (1,5%).

Ключевым предприятием района является индустриальный парк «Родники», резиденты которого в 2024 году отгрузили продукции на 22,28 млрд рублей.

### Сельское хозяйство
На 1 января 2025 года в районе действовало 24 сельскохозяйственных предприятия (крестьянские хозяйства, СХПК, ООО), которые использовали 21 572 га сельскохозяйственных угодий, в том числе пашни.
Основные показатели сельского хозяйства на начало 2025 года:
- Поголовье крупного рогатого скота — 7 522 головы (в том числе 3 249 коров);
- Поголовье свиней — 607 голов;
- Производство молока — 22,7 тыс. тонн;
- Производство (выращивание) скота и птицы на убой — 727,6 тонн;
- Сбор зерновых и зернобобовых культур — 16 212 тонн.

### Малый бизнес и торговля
На начало 2025 года на территории района было зарегистрировано 352 юридических лица и 668 индивидуальных предпринимателей. Оборот розничной торговли по крупным и средним организациям в 2024 году достиг 2,8 млрд рублей.

## Транспорт
Через территорию района проходит автомобильная трасса федерального значения, соединяющая Иваново с городом Кинешма. Имеется железнодорожное сообщение с областным центром.

## Социальная сфера

### Образование
На 2025 год система образования района включала:
- Родниковский политехнический колледж;
- 10 общеобразовательных школ (4 городских и 6 сельских), в которых обучалось 3 186 учащихся;
- 14 дошкольных образовательных учреждений, которые посещали 1 265 детей;
- 3 учреждения дополнительного образования (Центр детского творчества, ДЮСШ, Детская школа искусств).

### Здравоохранение
Медицинскую помощь населению оказывает ОБУЗ «Родниковская центральная районная больница». На 2025 год в районе функционировали:
- Больничный стационар на 85 коек (включая 10 коек паллиативной помощи);
- Поликлиника мощностью 591 посещение в смену;
- 16 фельдшерско-акушерских пунктов в сельской местности.

В системе здравоохранения работали 52 врача и 206 средних медицинских работников. Обеспеченность врачами составляла 17,5 на 10 000 населения.

## Архитектура и культура

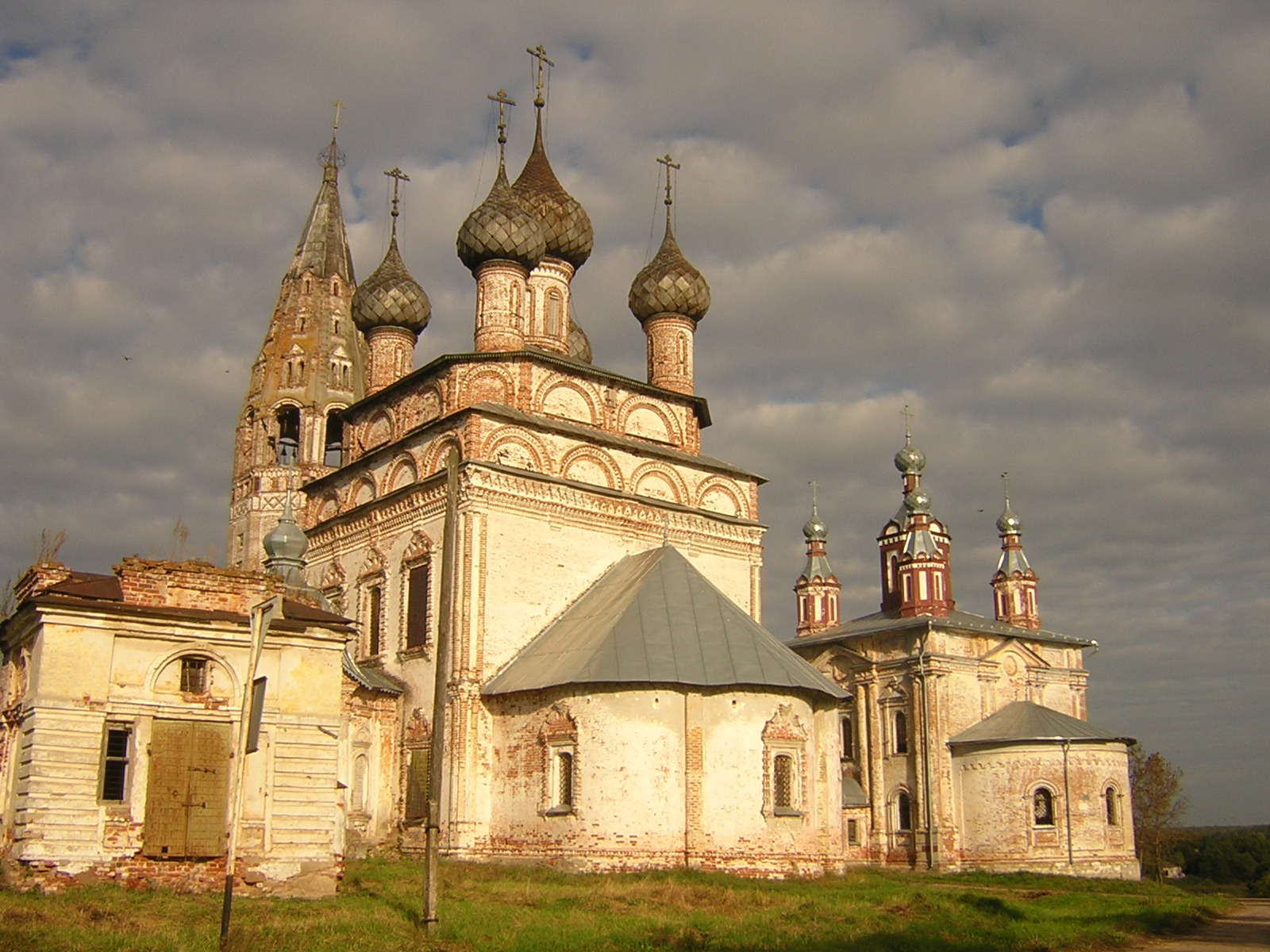
Церковь в селе Парском. Фото 2004 года

Близ города Родники расположены многочисленные храмы XVIII–XIX века: храмовый комплекс деревни Горкино, включая Спасо-Преображенский храм, 1732; комплекс Троицкого храма в селе Острецово, 1770–1811, колокольня первой половины XIX века; храмовый комплекс села Парское, в том числе храм Усекновения Главы Иоанна Предтечи, 1773–1785. В селе Пархачёво расположена Церковь Успения Пресвятой Богородицы 1818 года, являющаяся объектом культурного наследия народов России.
В районе действует 41 учреждение культуры, включая 21 клубное учреждение (в том числе районный дом культуры «Лидер»), 19 библиотек, детскую школу искусств и туристический центр. В клубных формированиях занято более 2,5 тысяч человек. Библиотечный фонд обслуживает свыше 20 тысяч читателей.
До настоящего времени в Родниках существует источник родниковой воды, по преданию найденный и расчищенный преподобным Тихоном Лухским. В храме села Михайловского Родниковского района существовал престол в честь преподобного.

## Люди, связанные с районом
- Анимаиса Острецовская и Родниковская (1875—1963) — преподобная, жила в селе Острецово.
- Волков, Андрей Николаевич (1899—19??) — советский военачальник, полковник. Родился в деревне Ломы Большие.
- Морозов, Иван Осипович (1904—1958) — советский военачальник, генерал-лейтенант артиллерии. Родился в селе Парское.
- Рябиков, Василий Михайлович (1907—1974) — государственный деятель, генерал-полковник-инженер. Родился в селе Острецово.
- Лебедев, Дмитрий Ильич (1916—1998) — Герой Советского Союза. Родился в деревне Морозиха.
- Борисов, Владимир Иванович (1918—1974) — Герой Советского Союза. Родился в деревне Ширяиха Большая.
- Волков, Василий Степанович (1922—2003) — Герой Советского Союза. Родился в деревне Старое Село.

## Достопримечательности
- Церковь Вознесения Господня в селе Парское[30]
- Свято-Троицкий храм в селе Острецово